# Тре (кантон)
Тре (фр. Trets) — кантон во Франции, находится в регионе Прованс — Альпы — Лазурный Берег, департамент Буш-дю-Рон. Входит в состав округа Экс-ан-Прованс.
Код INSEE кантона — 1334. Всего в кантон Тре входит 8 коммун, из них главной коммуной является Тре.
Население кантона на 2008 год составляло 31 037 человек.

## Коммуны кантона
| Коммуна                | Население, чел. (1999) | Почтовый индекс | Код INSEE |
| ---------------------- | ---------------------- | --------------- | --------- |
| Борекёй                | 568                    | 13100           | 13100     |
| Пейнье                 | 2781                   | 13790           | 13072     |
| Пюилубье               | 1473                   | 13114           | 13079     |
| Руссе                  | 4025                   | 13790           | 13087     |
| Сент-Антонен-сюр-Бейон | 165                    | 13100           | 13090     |
| Тре                    | 10 709                 | 13530           | 13110     |
| Фюво                   | 7509                   | 13710           | 13040     |
| Шатонёф-ле-Руж         | 1869                   | 13790           | 13025     |